# Montigny-l'Allier
Montigny-l'Allier es una comuna francesa situada en el departamento de Aisne, en la región de Alta Francia.

## Demografía
| 220 | 203 | 178 | 187 | 202 | 239 | 268 |
| Para los censos de 1962 a 1999 la población legal corresponde a la población sin duplicidades (Fuente: INSEE [Consultar]) |     |     |     |     |     |     |